# Mahana
Mahana (Engels: The Patriarch) is een Nieuw-Zeelands-Australische film uit 2016 onder regie van Lee Tamahori, gebaseerd op de roman van Witi Ihimaera. De film ging op 13 februari in première op het Internationaal filmfestival van Berlijn.

## Verhaal
Twee Maorifamilies, de Mahana en de Pata, zijn schaapherders aan de oostkust van Nieuw-Zeeland in de jaren 1960. De twee clans zijn gezworen vijanden en rivalen op de jaarlijks schaapscheerder-competitie. Simeon, een veertienjarige schoolgaande jongen uit de Mahana-clan rebelleert tegen zijn autoritaire grootvader Tamihana en diens traditionele manier van denken. Hij gaat op onderzoek en ontdekt dat de jarenlange familievete vooral te wijten is aan de koppige en trotse Tamihana, de patriarch van de familie, die niet bereid is nieuwe wegen te betreden.

## Rolverdeling
| Acteur           | Personage       |
| ---------------- | --------------- |
| Temuera Morrison | Tamihana Mahana |
| Akuhata Keefe    | Simeon Mahana   |
| Nancy Brunning   | Ramona Mahana   |
| Jim Moriarty     | Rupeni Poata    |
| Regan Taylor     | Joshua Mahana   |
| Maria Walker     | Huria Mahana    |